# Uramita
Uramita è un comune della Colombia facente parte del dipartimento di Antioquia.
Il centro abitato venne fondato da Julián Ruiz e dalla moglie Adelaida Cobaleda nel 1875, mentre l'istituzione del comune è del 1978.